# Little Misfortune
Little Misfortune est un jeu vidéo d'aventure développé et édité par le studio suédois indépendant Killmonday Games en 2019.

## Synopsis
Le jeu se déroule dans le même univers que Fran Bow et suit les périples du personnage de Misfortune Ramirez Hernandez, une fille de huit ans qui, guidé par une voix dans sa tête, tente de trouver le bonheur éternel pour sa mère,.

## Développement
À la fin de 2015, Killmonday avait terminé son premier jeu, Fran Bow. Il avait été éclairé et devait être publié sur Steam. Cela avait pris beaucoup plus de temps que prévu et les Killmonday Games n'avaient plus d'argent. Les ventes du jeu ont été cruciales pour qu'ils puissent continuer à se développer. Après le succès de Fran Bow, Killmonday a commencé à travailler sur leur "jeu secret", qui deviendra plus tard Little Misfortune.

## Accueil
Little Misfortune a reçu des critiques mitigées de la part des critiques, qui ont loué le style artistique et les aspects thématiques du jeu, mais ont critiqué le manque de gameplay du jeu, la mauvaise gestion de certains thèmes tels que la naïveté des enfants et une durée relativement courte. Sur Metacritic, le jeu a un score de 57 sur 100, indiquant des « critiques mitigées ou moyennes ». Les utilisateurs ont mieux apprécié le jeu, affichant un score 7,9 sur 10.